# Sinomegaceros
Sinomegaceros — вимерлий рід оленів, відомий з раннього до пізнього плейстоцену Центральної та Східної Азії. Вважається частиною групи «гігантських оленів», з ймовірним близьким спорідненістю з Megaloceros. Багато представників роду відомі своїми виразними пальчатими роговими зубцями.

## Еволюція
Найдавнішим відомим видом у Китаї є S. konwanlinensis з нижньої частини формації Лішуй, приблизно 1.1–1.15 мільйонів років тому (Ma). S. pachyosteus з'являється близько 1 млн. років. Серед наймолодших відомих дат S. ordosianus приблизно 35–50 тисяч років тому в Ордосі. S. yabei вперше з'являється в другій половині середнього плейстоцену в Японії. Було припущено, що і S. pachyosteus, і S. yabei зрештою походять від S. konwanlinensis. Хоча часто стверджується, що він вимер приблизно 12 000 років тому, відсутність високоякісних радіовуглецевих дат робить час вимирання S. yabei невизначеним, оскільки єдині певні радіовуглецеві дати датуються приблизно 40 000 років тому.

## Відносини з людьми
Залишки S. yabei в озері Нодзірі в префектурі Нагано Хонсю, Японія, датовані приблизно 37 900–42 600 роками. До сьогодення були знайдені предмети, пов'язані зі списоподібними шматками деревини та великою галькою, із зламаними довгими кістками, з їхніми фрагментами, що мають ударні сліди, що свідчить про те, що олень був урізаний людьми на цьому місці, причому довгі кістки, ймовірно, розкололи, щоб витягти кістковий мозок.